# Valentina Fortunato

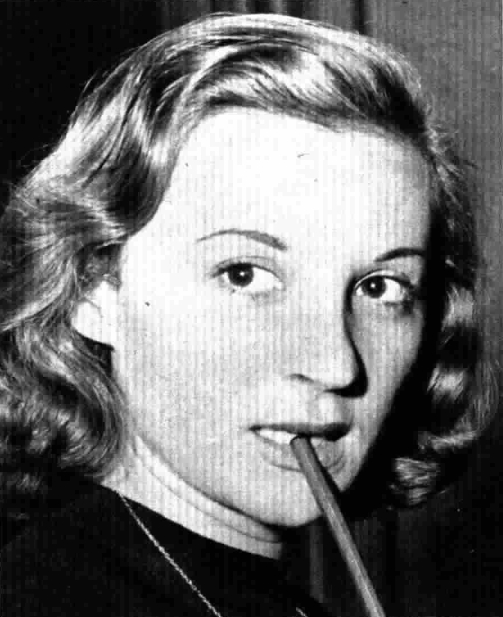
Valentina Fortunato 1959

Valentina Fortunato (Milano, 5 agosto 1928 – Milano, 21 giugno 2019) è stata un'attrice italiana.

## Biografia
Ha debuttato in teatro nel 1948 ne La dodicesima notte di William Shakespeare, nella compagnia di Fantasio Piccoli futuro fondatore del Teatro Stabile di Bolzano.
Dopo un'esperienza nel 1952 al Piccolo Teatro di Genova, è passata l'anno successivo al Piccolo Teatro di Milano diretto da Giorgio Strehler, con cui resterà diverse stagioni.
Nell'agosto 1956 è stata interprete con il Piccolo de Il servitore di due padroni, presentato al Royal Lyceum Theatre per il Festival di Edimburgo.
Sempre con il Piccolo ha interpretato fra il 1956 e il 1957 diverse altre commedie, fra cui Questa sera si recita a soggetto, I vincitori, I Giacobini e La favola del figlio cambiato.
È stata premiata nel 1958 con il premio San Genesio come migliore caratterizzazione femminile per l'interpretazione de L'anima buona di Sezuan di Bertolt Brecht.
Non ha mai lavorato per il cinema ("senza rammarico" e rifiutando peraltro una proposta di Gillo Pontecorvo per Kapo) per il quale si è limitata a doppiare la collega Annie Girardot nel film Rocco e i suoi fratelli.
Nel 1961 sposò in Campidoglio il collega Sergio Fantoni, che aveva conosciuto al Piccolo Teatro di Milano nel 1954: testimoni di nozze furono Ennio De Concini per lei e Luchino Visconti per lui. Ebbero una figlia: Monica.
Lei e il marito, oltre a essere « primi attori amatissimi dalle grandi platee televisive », ebbero nel 1968 un'esperienza di cogestione teatrale con Luca Ronconi e Mario Scaccia, costituendo il “Complesso Associato Registi-Attori Fortunato-Fantoni-Ronconi-Scaccia"; esperienza che ripeterono l'anno dopo unendosi a Ivo Garrani e Giancarlo Sbragia per fondare la prima cooperativa teatrale italiana, Gli Associati.

## Teatro
- Martina (1954)
- Processo a Gesù (1955)
- El nost Milan (1955)
- Dal tuo al mio (1956)
- Questa sera si recita a soggetto (1957)
- Il servitore di due padroni (1957)
- L'anima buona di Sezuan (1958)
- Sigfrido (1958)
- Goldoni e le sue sedici commedie nuove (1958)
- La casa del sonno (1958)
- Caleidoscopio (1958)
- Antigone (1958, prosa)
- La bottega del caffè (1960)
- La professione della signora Warren (1961)
- Il grande coltello (1961)
- Il candeliere (1961)
- Adelchi (1961, prosa)
- La conversazione del capitano Brassbound (1962)
- L'uomo del momento (1962)
- Delitto perfetto  (1962)
- Il mago della pioggia (1963)
- L'ospite sconosciuto (1963)
- Delitto a Corfù (1963)
- L'arma gentile (1964)
- Paura per Janet (1965)
- Il piccolo Eyolf (1965)
- La regina morta (1965)
- La nostra pelle (1965)
- È mezzanotte Dottor Schweitzer (1966)
- La monaca di Monza (1967)
- La sorridente signora Beudet (1968)
- Un mese in campagna (1970)
- Le signore del giovedì di Loleh Bellon, regia di Lorenza Codignola (1981)
- Il temporale (1982)

## Prosa radiofonica Rai
- Via Belgarbo, commedia di James M. Barrie, regia di Enzo Ferrieri, trasmessa il 11 ottobre 1955.
- Il ritratto mascherato, commedia di Antonio Fogazzaro, regia di Sandro Bolchi, trasmessa il 14 ottobre 1956.
- La conchiglia all'orecchio, commedia in tre atti di Valentino Bompiani, regia di Enzo Ferrieri, trasmessa il 3 febbraio 1958.
- L'augellin Belvedere, commedia di Carlo Gozzi, regia di Vittorio Sermonti, trasmessa il 15 agosto 1961.

## Televisione
- Antigone (1958, film TV)
- Adelchi (1961, film TV)
- Paura per Janet (1963, miniserie TV, 6 episodi)
- Il mondo senza gamberi (1964, film TV)
- La nostra pelle di Sabatino Lopez, regia di Daniele D'Anza, trasmessa dal Programma Nazionale il 21 maggio 1965.
- Sheridan, squadra omicidi (1967, miniserie TV, 1 episodio: "Paso Doble")
- Un mese in campagna, regia di Sandro Bolchi (1969)
- Il matrimonio di Figaro, dall'opera di Pierre-Augustin Caron de Beaumarchais, regia di Sandro Sequi, trasmessa dal Secondo programma il 28 gennaio 1972
- Le colonne della società (1972, film TV)
- Il vizio assurdo (1978, film TV)
- Giorno segreto (1978, miniserie TV, 3 episodi)
- Racconto d'autunno (1980, film TV, non accreditata)
- Il Commedione (1980, film TV)
- Storia di Anna (1981, miniserie TV, 4 episodi)
- Piccolo mondo moderno (1984, miniserie TV, 3 episodi)

## Discografia parziale

### Singoli
- Eschilo - Coefore (Cetra, CL 0459, 7") con Vittorio Gassman e Maria Fabbri